# 彭燿
彭燿，字着卿，廣東廣州府順德縣人，明朝政治人物、賜特用進士出身。
崇禎九年（1636年）中舉人，崇禎十三年中殿試乙榜，十五年賜進士，歷官延川知縣、南明時戶科給事中。隆武二年十一月蘇觀生等人欲擁立唐王朱聿𨮁為帝，在肇慶的永曆帝遣其前往召諭，語甚切至，因歷詆蘇觀生、關捷先等人，導致蘇觀生震怒，因而遇害。永曆朝廷事聞贈大理寺卿，謚忠愍。其子彭睿壦蔭授中書舍人。 。